# Jacques Cottin
Pour les articles homonymes, voir Cottin.
Ne doit pas être confondu avec Jacques-Edme Cottin.
Jacques Cottin, né le 2 novembre 1922 à Gennevilliers et mort le 9 juillet 2002 à Clamart, est un costumier français.

## Biographie
Il débute en 1947 aux côtés de Jacques Tati, avec lequel il collabore à plusieurs reprises. Sa carrière de costumier (sur des films français principalement, mais aussi un film britannique en 1957) s'achève en 1991.
Il apparaît également comme acteur (petits rôles non crédités) dans trois films en 1947, 1969 et 1970. Le dernier est Domicile conjugal de François Truffaut où il interprète Monsieur Hulot.

## Filmographie

### Comme costumier
- 1947 : L'École des facteurs de Jacques Tati
- 1949 : Jour de fête de Jacques Tati
- 1951 : L'Auberge rouge de Claude Autant-Lara
- 1951 : Les miracles n'ont lieu qu'une fois d'Yves Allégret
- 1952 : La Jeune Folle d'Yves Allégret
- 1955 : Si Paris nous était conté de Sacha Guitry
- 1955 : Napoléon de Sacha Guitry
- 1956 : Fernand cow-boy de Guy Lefranc
- 1956 : Voici le temps des assassins de Julien Duvivier
- 1957 : Les Aventures d'Arsène Lupin de Jacques Becker
- 1957 : Moi et le colonel (Me and the Colonel) de Peter Glenville
- 1958 : Mon oncle de Jacques Tati
- 1961 : Les Amours célèbres de Michel Boisrond
- 1963 : Germinal d'Yves Allégret
- 1967 : Les Grandes Vacances de Jean Girault
- 1967 : Playtime de Jacques Tati
- 1967 : Le Vieil Homme et l'enfant de Claude Berri
- 1967 : J'ai tué Raspoutine de Robert Hossein
- 1968 : Le gendarme se marie de Jean Girault
- 1968 : Le Tatoué de Denys de La Patellière
- 1969 : Les Patates de Claude Autant-Lara
- 1970 : Les Choses de la vie de Claude Sautet
- 1970 : Le Gendarme en balade de Jean Girault
- 1971 : Max et les Ferrailleurs de Claude Sautet
- 1971 : La Veuve Couderc de Pierre Granier-Deferre
- 1972 : épisode Le Joueur d'échecs de la série Les Évasions célèbres
- 1977 : Le mille-pattes fait des claquettes de Jean Girault
- 1979 : Le Gendarme et les Extra-terrestres de Jean Girault
- 1985 : Palace d'Édouard Molinaro
- 1991 : La Neige et le Feu de Claude Pinoteau

### Comme acteur
(petits rôles non crédités)
- 1947 : Jour de fête de Jacques Tati : le mitron (scène de la course à l'américaine avec la moto, rôle à confirmer)
- 1969 : Les Patates de Claude Autant-Lara : le chauffeur SNCF
- 1970 : Domicile conjugal de François Truffaut : Monsieur Hulot